# Gemarkung Kleinschwarzenbach

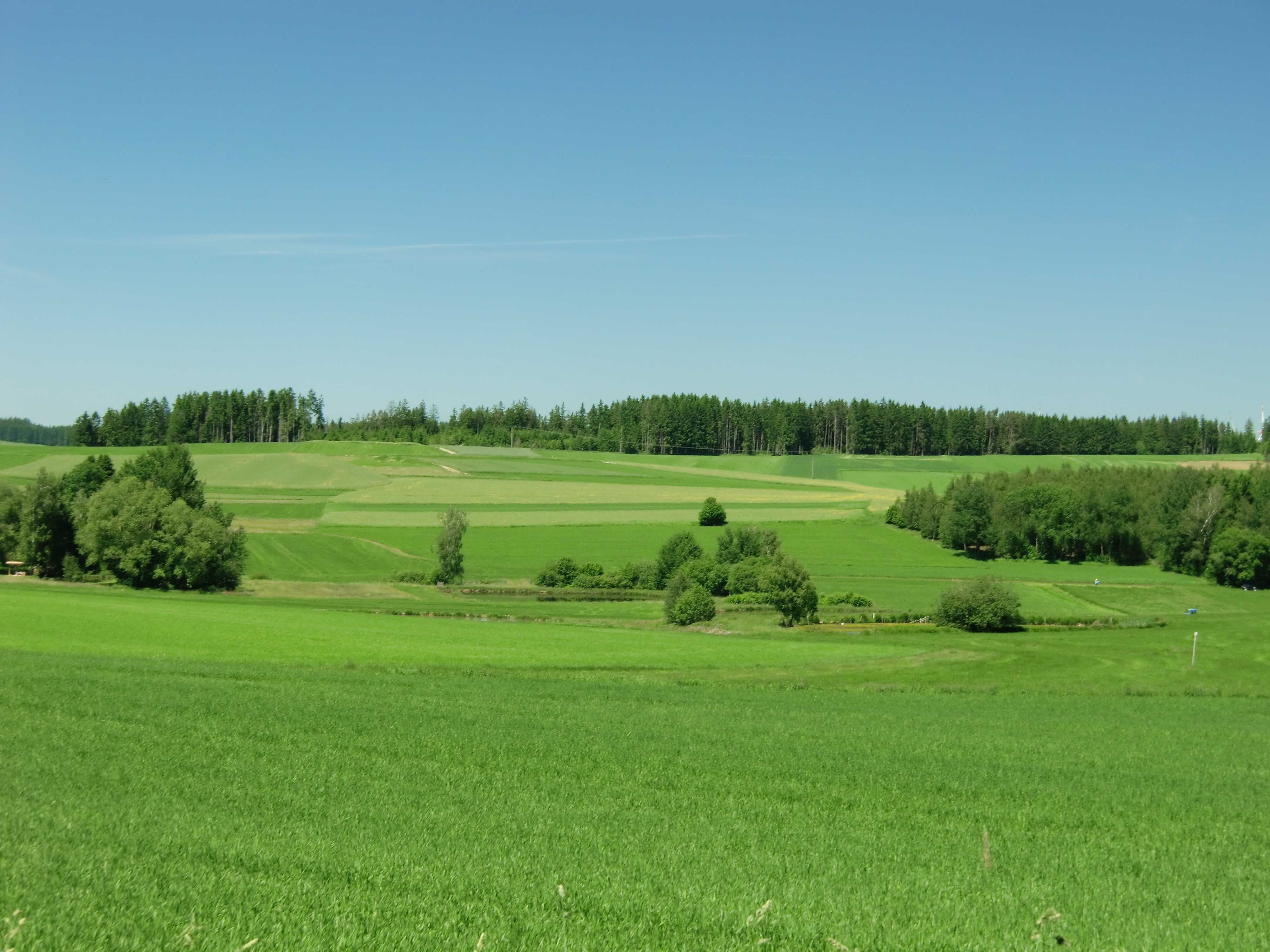
Im Osten der Gemarkung

Die Gemarkung Kleinschwarzenbach liegt vollständig auf dem Gemeindegebiet der Stadt Helmbrechts im Landkreis Hof (Oberfranken, Bayern).

## Geografie
Die Gemarkung hat eine Fläche von 4,818 km² und ist in 1029 Flurstücke aufgeteilt, die eine durchschnittliche Fläche von 4682,54 m² haben. In ihr liegen die Gemeindeteile Helmbrechts (zum Teil), Kleinschwarzenbach, Kollerhammer, Schlegelmühle und Suttenbach.

### Benachbarte Gemarkungen
Die Nachbargemarkungen sind:
| - Gemarkung Baiergrün - Gemarkung Döbra - Gemarkung Helmbrechts | - Gemarkung Oberweißenbach - Gemarkung Volkmannsgrün |